# Нижня Кузьма
Нижня Ку́зьма (рос. Нижняя Кузьма) — присілок в Глазовському районі Удмуртії, Росія.

## Населення
Населення — 68 осіб (2010; 91 в 2002).
Національний склад станом на 2002 рік:
- удмурти — 90 %

## Урбаноніми[3]
- вулиці — Берегова, Кіровська, Сянинська